# Gare de La Vavrette-Tossiat
La gare de La Vavrette-Tossiat est une gare ferroviaire française de la ligne de Mâcon à Ambérieu, située au lieu-dit La Vavrette sur le territoire de la commune de Tossiat, dans le département de l'Ain, en région Auvergne-Rhône-Alpes. 
Elle est mise en service en 1856 par la Compagnie du chemin de fer de Lyon à la Méditerranée (LM) avant de devenir une gare du réseau de la Compagnie des chemins de fer de Paris à Lyon et à la Méditerranée (PLM).
Elle est fermée au trafic voyageurs en 2003 par la Société nationale des chemins de fer français (SNCF).

## Situation ferroviaire
Établie à 253 mètres d'altitude, la gare de La Vavrette-Tossiat est située au point kilométrique (PK) 46,865 de la ligne de Mâcon à Ambérieu, entre les gares ouvertes de Bourg-en-Bresse et Saint-Martin-du-Mont.

## Histoire
La station de La Vavrette, qui dessert également Tossiat, est mise en service le 23 juin 1856 par la Compagnie du chemin de fer de Lyon à la Méditerranée (LM), lorsqu'elle ouvre à l'exploitation les 32 kilomètres de la section de Bourg à Ambérieu. Ce deuxième élément de sa ligne de Lyon à Genève permet des circulations entre Bourg et la gare de Lyon-Saint-Clair en 2 heures 30,.
En 1911, La Vavrette-Tossiat figure dans la nomenclature des gares stations et haltes de la Compagnie des chemins de fer de Paris à Lyon et à la Méditerranée (PLM). C'est une gare qui est ouverte au service complet des marchandises (petite et grande vitesse) à l'exclusion des chevaux chargés dans des wagons-écuries s'ouvrant en bout et des voitures à 4 roues à deux fonds et à deux banquettes dans l'intérieur, omnibus diligences, etc. Elle est située sur la ligne de Mâcon à Modane, entre la gare de Bourg et la station de Saint-Martin-du-Mont.
En 2003, intervient la fermeture du point d'arrêt SNCF au trafic voyageurs.
Le 19 décembre 2007, un accident s'est produit sur le passage à niveau jouxtant la gare (PN no 34). Un TGV Paris – Genève, assuré par la rame Sud-Est 46, a percuté un convoi exceptionnel, tuant le conducteur de ce dernier et occasionnant d'importants dégâts matériels.

## Service TER routier de substitution
La Vavrette-Tossiat est desservie par un service routier de cars TER Rhône-Alpes de la relation Bourg-en-Bresse - Ambérieu..

## Patrimoine ferroviaire
L'ancien bâtiment voyageurs d'origine toujours présent sur le site.

Détails du bâtiment en 2016.
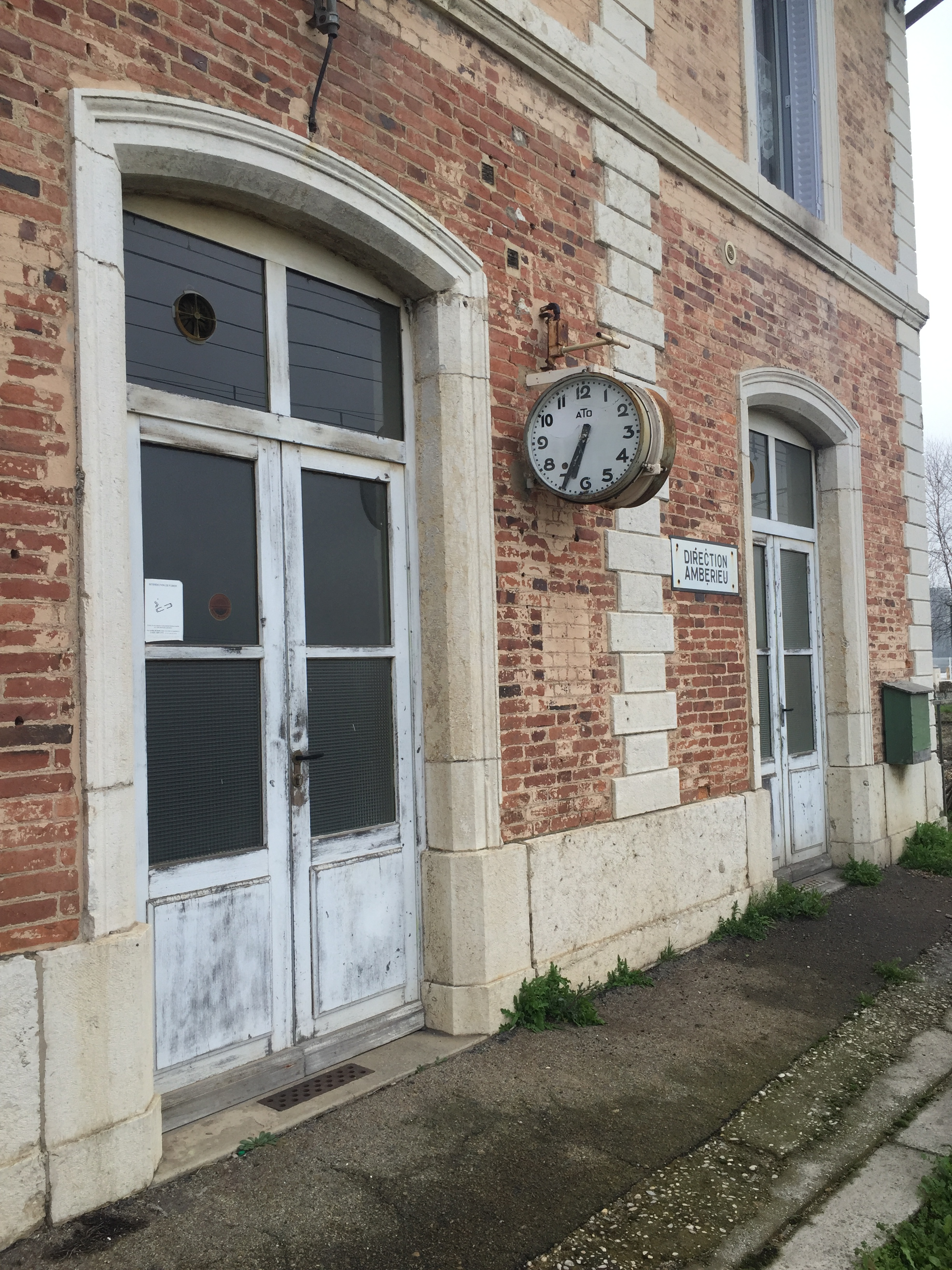
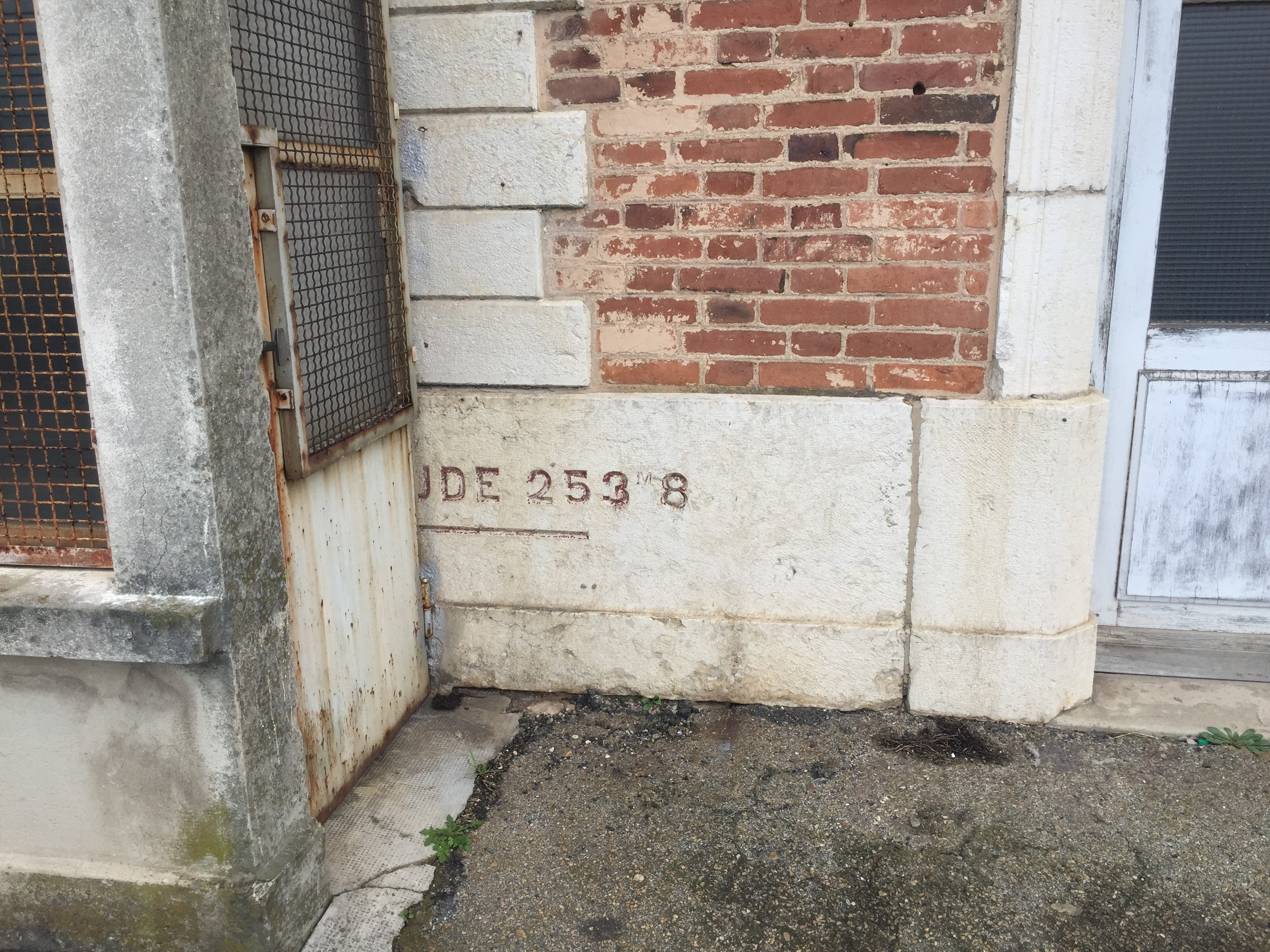
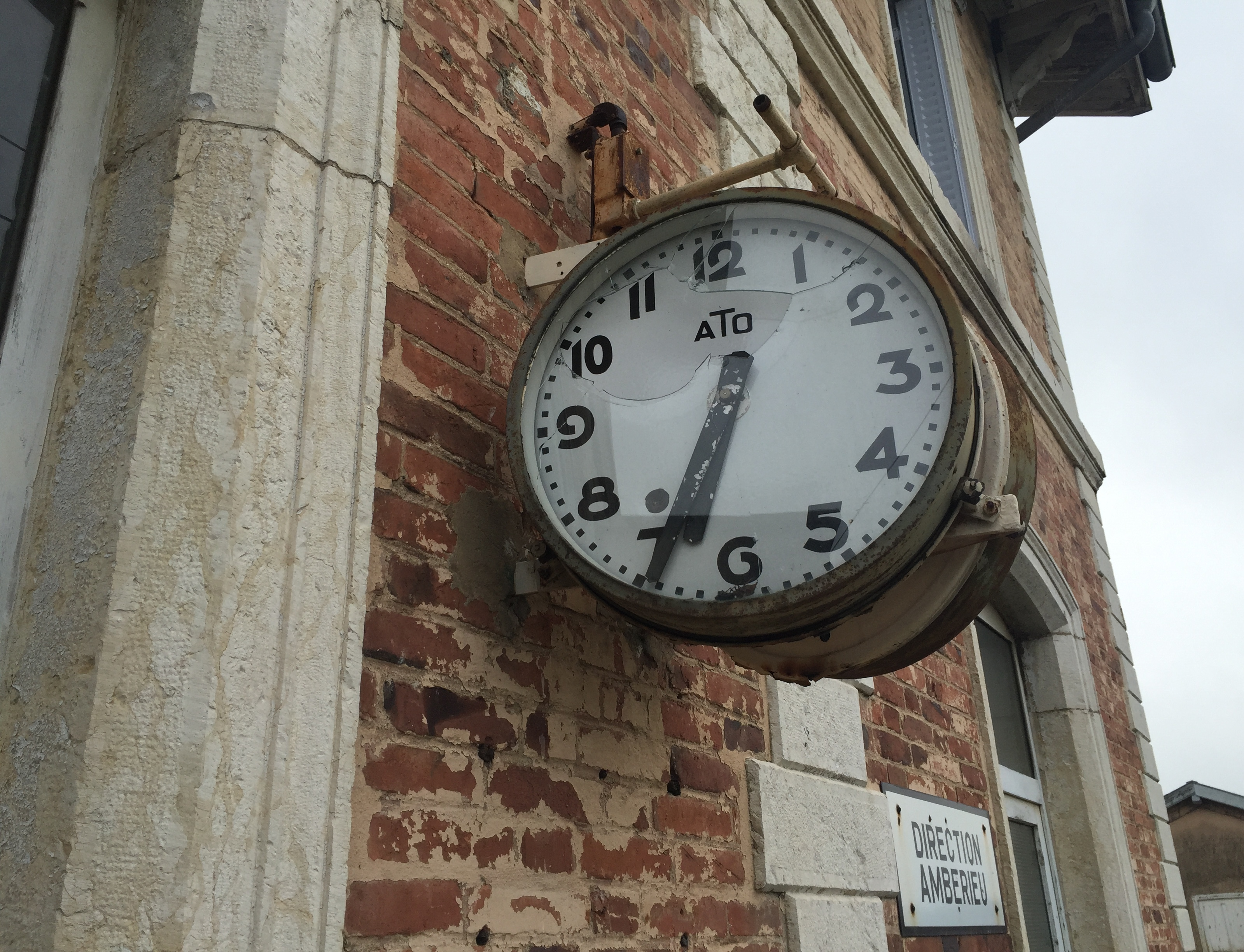